# 黃廼昌
黃廼昌（19世纪？—20世纪？）广西省宣化縣（今广西壮族自治区南宁市）人，清末政治人物。

## 生平
黃廼昌为清朝举人。宣统元年（1909年），黃廼昌出任广西谘议局议员。后来，黃廼昌当选资政院议员。